# 北海道道939号日进名寄线
北海道道939号日进名寄线（日语：北海道道939号日進名寄線）是一条位于北海道上川综合振兴局管内名寄市的普通道级道路（北海道道）。

## 道路概况
- 起点：北海道名寄市日進
- 終点：北海道名寄市大通南1丁目
- 总距离：7.8千米

## 经过的自治体
- 上川综合振興局
  - 名寄市

## 主要连接道路
- 国道239号（终点）

## 历史
- 1978年（昭和53年）5月6日 - 路線勘定（北海道告示第1403号）

## 沿線
- 飛鏃滑雪场
- 日进站